# Arsendescloizit
Arsendescloizit ist ein selten vorkommendes Mineral aus der Mineralklasse der „Phosphate, Arsenate und Vanadate“. Er kristallisiert im orthorhombischen Kristallsystem mit der chemischen Zusammensetzung PbZn(OH)(AsO4) und ist damit chemisch gesehen ein Blei-Zink-Arsenat mit zusätzlichen Hydroxidionen (OH−).
Arsendescloizit entwickelt nach {001} tafelige Kristalle bis zu 0,5 mm Größe, die typischerweise zu rosettenförmigen oder auch warzigen bis traubigen Aggregaten zusammentreten. Die Typlokalität des Minerals ist die Tsumeb Mine, wo es in Hohlräumen im tennantitischen Erz auftrat und dort von Willemit, Chalkosin, Mimetesit, Quarz und Goethit begleitet wurde. Die Typstufe des Arsendescloizits ist gleichzeitig eine von zwei Stufen, auf denen das Uranmineral Kasolit in Tsumeb entdeckt worden ist.

## Etymologie und Geschichte

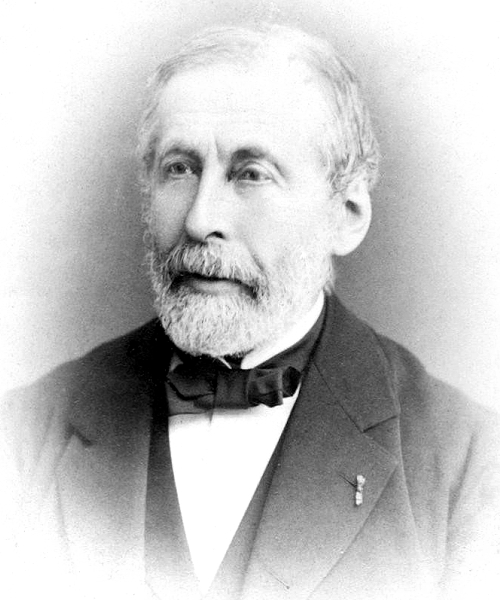
Alfred Des Cloizeaux – Namensgeber für den Descloizit und für den Arsendescloizit

Als Entdecker des Arsendescloizit gilt Wolfgang Bartelke, dem ein blassgelbes, Adamin oder Tsumcorit ähnelndes Mineral auf einer in der Tsumeb Mine gefundenen Stufe aufgefallen waren und der diese Stufe den Autoren der Typpublikation zur Identifizierung zur Verfügung gestellt hatte. Entsprechende Untersuchungen ergaben, dass das Röntgendiffraktogramm des Minerals nahezu identisch mit dem von Descloizit war, das Mineral aber keine Spuren von Vanadium enthielt. Folglich lag ein neues Mineral, wahrscheinlich das Arsenat-Analogon von Descloizit, vor. Das neue Mineral wurde 1979 von der International Mineralogical Association (IMA) anerkannt und 1980 von Paul Keller von der Universität Stuttgart und Pete J. Dunn von der Smithsonian Institution als Arsendescloizit beschrieben. Die Autoren benannten das Mineral aufgrund der chemischen Zusammensetzung und der strukturellen Verwandtschaft mit Descloizit.
Typmaterial des Minerals wird im Archiv der Universität Stuttgart – „Mineralogische Sammlung Prof. Keller“ (Holotyp, Sammlungs-Nr. TM-79.30-B76 am Standort 0/824-s27/2) und am National Museum of Natural History, Washington, D.C., USA (Cotyp, Sammlungs-Nr. 148303) aufbewahrt.

## Klassifikation
In der veralteten 8. Auflage der Mineralsystematik nach Strunz war der Arsendescloizit noch nicht aufgeführt.
In der zuletzt 2018 überarbeiteten Lapis-Systematik nach Stefan Weiß, die formal auf der alten Systematik von Karl Hugo Strunz in der 8. Auflage basiert, erhielt das Mineral die System- und Mineralnummer VII/B.27-010. Dies entspricht der Klasse der „Phosphate, Arsenate und Vanadate“ und dort der Abteilung „Wasserfreie Phosphate, mit fremden Anionen F,Cl,O,OH“, wo Arsendescloizit zusammen mit Čechit, Descloizit, Mottramit und Pyrobelonit die „Descloizitgruppe“ mit der Systemnummer VII/B.27 bildet.
Die von der International Mineralogical Association (IMA) zuletzt 2009 aktualisierte 9. Auflage der Strunz’schen Mineralsystematik ordnet den Arsendescloizit in die Klasse der „Phosphate, Arsenate und Vanadate“ und dort in die Abteilung „Phosphate usw. mit zusätzlichen Anionen; ohne H2O“ ein. Hier ist das Mineral in der Unterabteilung „Mit mittelgroßen und meist großen Kationen; (OH usw.) : RO4 = 1 : 1“ zu finden, wo es zusammen mit Adelit, Austinit, Cobaltaustinit, Duftit, Gabrielsonit, Gottlobit, Konichalcit, Nickelaustinit und Tangeit die „Adelitgruppe“ mit der Systemnummer 8.BH.35 bildet.
In der vorwiegend im englischen Sprachraum gebräuchlichen Systematik der Minerale nach Dana hat Arsendescloizit die System- und Mineralnummer 41.05.01.09. Das entspricht der Klasse der „Phosphate, Arsenate und Vanadate“ und dort der Abteilung „Wasserfreie Phosphate etc., mit Hydroxyl oder Halogen“. Hier findet er sich innerhalb der Unterabteilung „Wasserfreie Phosphate etc., mit Hydroxyl oder Halogen mit (AB)2(XO4)Zq“ in der „Adelitgruppe“, in der auch Adelit, Konichalcit, Austinit, Duftit-Beta, Gabrielsonit, Tangeit, Nickelaustinit, Cobaltaustinit und Gottlobit eingeordnet sind.

## Chemismus
Arsendescloizit hat die gemessene Zusammensetzung Pb1,06(Zn1,03Fe0,02)Σ=1,05(AsO4)(OH)1,4, was vereinfacht als PbZn(OH)(AsO4) geschrieben werden kann und 18,99 % ZnO, 52,09 % PbO, 26,82 % As2O5 und 2,10 % H2O erfordert.
Arsendescloizit ist das arsenatdominante Analogon des Vanadat-dominierten Descloizit, kann aber auch als zinkdominantes Analogon des Cu2+-dominierten Duftits oder als bleidominantes Analogon des Ca-dominiertes Austinits aufgefasst werden. Die chemische Analyse der Typstufe ergab keinerlei Gehalte an Vanadium, Zink oder Blei.

## Kristallstruktur
Arsendescloizit kristallisiert im orthorhombischen Kristallsystem in der Raumgruppe P212121 (Raumgruppen-Nr. 19) mit den Gitterparametern a = 7,646 Å; b = 9,363 Å und c = 6,077 Å sowie vier Formeleinheiten pro Elementarzelle.
Die Kristallstruktur des Arsendescloizits besteht aus relativ regelmäßig ausgebildeten [AsO4]-Tetraedern, [Zn(OH)2O4]-Oktaedern und [Pb(OH)O7]-Polyedern. Die [Zn(OH)2O4]-Oktaeder sind über gemeinsame Kanten verbunden und bilden lineare, schwach geknickte Ketten, die parallel zur Schraubenachse c verlaufen. Die Ketten sind ferner über drei Eckpunkte der [AsO4]-Tetraeder miteinander verknüpft und bilden auf diese Weise eine offene, dreidimensionale Netzwerk-Struktur aus. Die darin enthaltenen Kanäle parallel der a-Achse [100] enthalten [Pb(OH)O7]-Polyeder mit gemeinsamen Kanten und Ecken, die außerdem über Wasserstoffbrückenbindungen verbunden sind.
Arsendescloizit ist isotyp (isostrukturell) zu jenen orthorhombischen Mineralen der Adelit-Gruppe, die in der Raumgruppe P212121 (Raumgruppen-Nr. 19) kristallisieren und deren Gitterparameter in den folgenden Bereichen liegen: a = 7,39–7,77, b = 8,89–9,36, c = 5,83–6,08 Å, Z = 4. Ihre generelle Formel ist VIIIM12+VIM22+(OH)[XO4] mit VIIIM12+ = Ca und Pb, VIM22+  =  Mg, Co, Ni, Cu und Zn, X = As5+.

## Eigenschaften

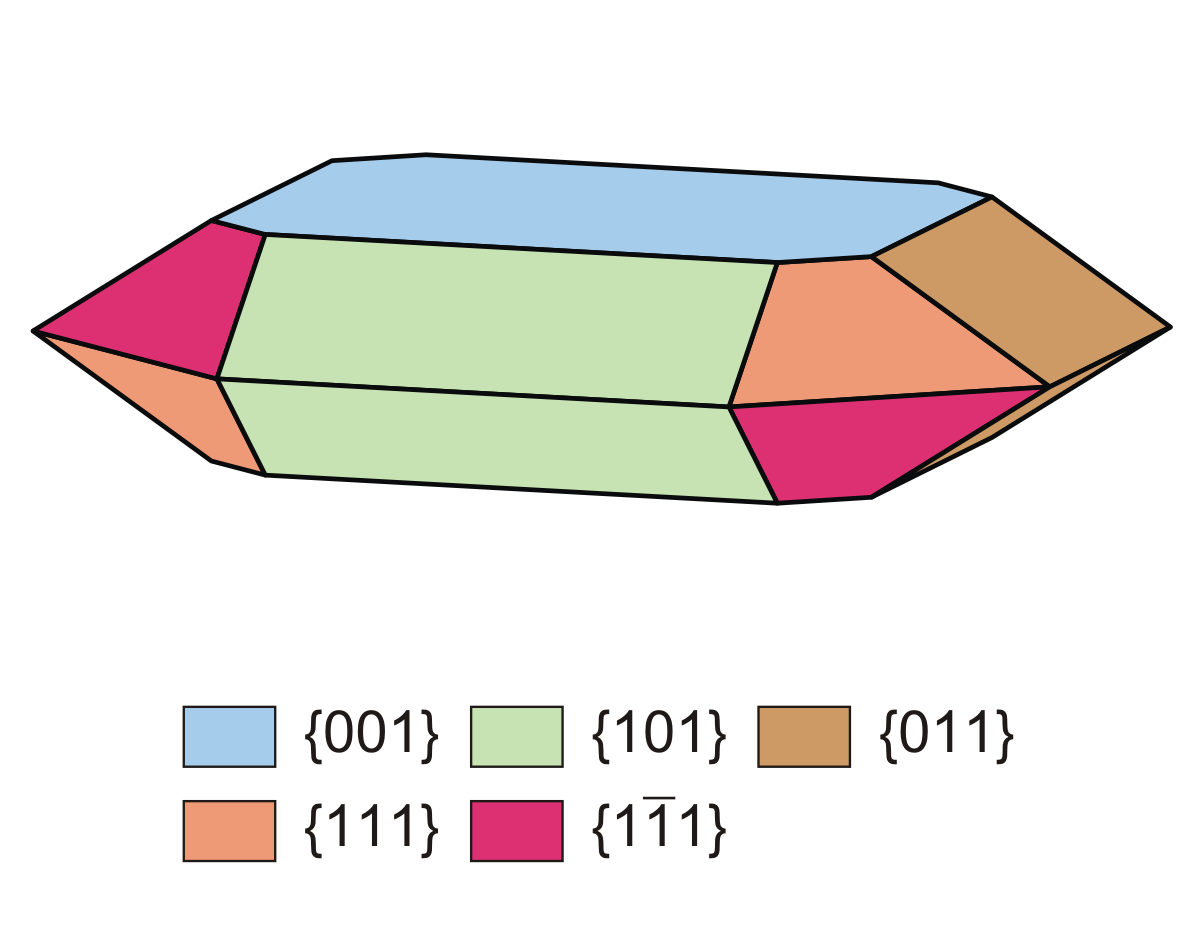
Zeichnung eines Arsendescloizit-Kristalls aus der Tsumeb Mine

### Morphologie
Arsendescloizit bildet nach {001} plattige bis tafelige sowie auch keilförmige Kristalle bis maximal 1 mm Größe, an denen neben der tragenden Form, dem Basispinakoid {001}, auch die Prismen {011} und {101} sowie das rechte Disphenoid {111} identifiziert worden sind. Da aber in der Kristallklasse 222 die Form {111} keine Dipyramide mit acht Flächen, sondern ein Disphenoid mit nur vier Flächen ist, muss der Arsendescloizit laut Kristallzeichnung in der Originalpublikation noch eine weitere Form, nämlich ein linkes Disphenoid, besitzen. In der nebenstehenden Zeichnung wurde dafür {111} verwendet. Beide Disphenoide zusammen besitzen dann acht Flächen und entsprechen damit einer orthorhombischen Pyramide der Kristallklasse mmm. In der Tsumeb Mine treten die Kristalle zu rosettenförmigen Aggregaten zusammen, für die Ojuela Mine in Mexiko sind warzige bis traubige Aggregate charakteristisch.

### Physikalische und chemische Eigenschaften
Die Kristalle des Arsendescloizits sind blassgelb, hell orangegelb, leuchtendgrün oder dunkelgrün bis graubraun, ihre Strichfarbe wird mit weiß angegeben.
Die Oberflächen der durchsichtigen Kristalle weisen einen brillanten halbdiamantartigen Glanz auf, was auch durch die sehr hohen Werte für die Lichtbrechung (nα = 1,990, nγ = 2,035) unterstrichen wird.
Das Mineral besitzt keine Spaltbarkeit, Angaben zu Bruch (Mineral) und Tenazität fehlen. Mit einer Mohshärte von ≈ 4 gehört Arsendescloizit zu den mittelharten Mineralen, die sich wie das Referenzmineral Fluorit mit dem Taschenmesser leicht ritzen lassen. Die gemessene Dichte des Minerals beträgt 5,67 g/cm³, seine berechnete Dichte liegt bei 6,57 g/cm³.
Arsendescloizit ist in heißer Salpetersäure nur schlecht löslich.

## Bildung und Fundorte

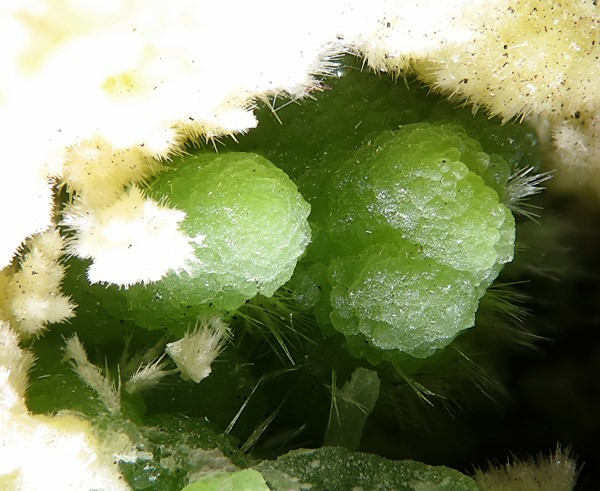
Warziger Arsendescloizit, begleitet von beigeweißem Mimetesit, aus der Mina Ojuela, Mexiko (Sichtfeld: 3 mm)

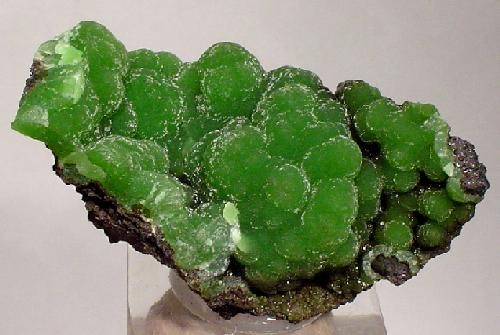
Traubiger Arsendescloizit aus dem einmaligen Fund von 1988 in der Mina Ojuela, Durango, Mexiko (Größe: 4,6 × 2,5 × 2,5 cm)

Arsendescloizit ist ein typisches Sekundärmineral und bildete sich in der Tsumeb Mine in der zweiten (unteren) und dritten Oxidationszone aus blei- und zinkhaltigen Sulfiden (Galenit, Sphalerit), wobei das Arsen aus der Zersetzung des Arsenfahlerzes Tennantit stammt.
Arsendescloizit wurde in der Tsumeb Mine erstmals in Lösungshohlräumen einer Matrix aus Tennantit und Chalkosin beobachtet und wurde dort von wasserklaren Willemit-Kristallen, idiomorphen Chalkosin-Kristallen, Quarz, korrodiertem Mimetesit, Goethit, grauem Kasolit und dem bisher noch nicht beschriebenen Mineral GS 11, einem farblosen Ca-Pb-Zn-As-Mineral, begleitet. Die beobachtete Sukzession ist (vom ältesten zum jüngsten Mineral) Chalkosin → Quarz → Mimetesit → Arsendescloizit → Goethit → Willemit. In der Mina Ojuela zählen weißer bis beigegelber Mimetesit, smaragdgrüner, kugeliger Adamin und Hydrozinkit zur Paragenese des Arsendescloizits.
Als seltene Mineralbildung konnte Arsendescloizit bisher (Stand 2016) neben seiner Typlokalität nur von ca. 20 weiteren Fundorten beschrieben werden. Als Typlokalität gilt die weltberühmte, in Dolomitsteinen sitzende, hydrothermale, polymetallische Cu-Pb-Zn-Ag-Ge-Cd-Lagerstätte der „Tsumeb Mine“ (Tsumcorp Mine) in Tsumeb, Region Oshikoto, Namibia, wobei ein genauer Fundpunkt für die Typstufe nicht existiert. Weitere Stufen mit Arsendescloizit stammen aus der sogenannten dritten Oxidationszone im Bereich der 30. Sohle.
Die weltweit wohl besten Arsendesloizit-Stufen mit orangefarbenen, von Smithsonit begleiteten Kristallen bis 1 mm Größe hat die „Red Bird Mine“ bei Lovelock, Pershing County, Nevada, USA, geliefert. Weitere Fundpunkte in den Vereinigten Staaten sind die „Tonopah-Belmont Mine“ bei Belmont Mountain, Tonopah, Osborn District, Big Horn Mts, Maricopa County in Arizona, die „Scratch Awl Mine“, Philipsburg District, Granite County in Montana, die „Silver Coin Mine“ bei Valmy, Iron Point District, Humboldt Co., und die „Illinois Mine“ bei Marble Camp, Lodi District, Lodi Hills, Nye County, beide in Nevada, sowie die „Cleveland Mine“ am Adams Mountain, Deer Trail & Cedar Canyon Districts, Huckleberry Range, Stevens County in Washington.
Die möglicherweise schönsten Stufen mit dunkelgrünem Arsendescloizit stammen aus dem Lugar (Abbauort) „San Juditas“ der „Mina Ojuela“ bei Mapimí, Municipio de Mapimí, Durango, Mexiko.
In Deutschland kennt man Arsendescloizit aus der Grube „Michael“ im Weiler bei Lahr, Schwarzwald, Baden-Württemberg, und aus dem Revier Bad Ems, Lahntal, Rheinland-Pfalz. Aus Österreich sind zwei Vorkommen bekannt, die Grube „St. Anna“ (Grube „Hocheck“) bei Annaberg, Mostviertel, Niederösterreich, und das „Fuchsloch“ bei Brixlegg-Rattenberg, Revier Schwaz-Brixlegg im Inntal, Tirol. In der Schweiz wurde Arsendescloizit in den Dolomitaufschlüssen am Reckibach unweit Binn im Binntal, Kanton Wallis, gefunden.
In Europa gelangen weitere Funde am „Shaft No. 132“ der „Christiana Mine“ bei Agios Konstantinos (Kamariza) sowie in der „Plaka Mine No. 80“ (Filoni 80) bei Plaka, alle im Lavrion District, Region Attika, Griechenland, in der „Mina da Herdade de Vila Ruiva“ bei Sobral da Adiça, Moura, Distrikt Beja, Portugal, sowie in der „Old Sandbed Mine“ bei Caldbeck Fells in der englischen Grafschaft Cumbria im Vereinigten Königreich.
Schließlich ist Arsendescloizit auch aus der „Beltana Mine“ bei Puttapa, Leigh Creek, Flinders Ranges, South Australia, Australien, dem Zinn-Polymetall-Erzfeld von Gejiu (dem weltgrößten Zinnerzfeld), in der Nähe der gleichnamigen kreisfreien Stadt, Autonomer Bezirk Honghe, Provinz Yunnan, China, und aus der „Toroku Mine“ bei Takachiho, Präfektur Miyazaki, Region Kyushu, Japan, bekannt.

## Verwendung
Während der Descloizit als Vanadiumerz Verwendung fand, ist der Arsendescloizit aufgrund seiner Seltenheit nur für den Mineralsammler von Interesse.